# Il gioco degli immortali
Il gioco degli immortali è un romanzo di fantascienza avventurosa di Massimo Mongai del 1999.
Il romanzo, narrando delle peripezie del protagonista su un mondo sconosciuto, rientra nel filone del planetary romance; critici hanno rilevato influenze di Philip José Farmer e Jack Vance.

## Storia editoriale
Il romanzo è stato pubblicato per la prima volta nel novembre 1999 da Mondadori nella collana Urania n. 1372.
Il testo è stato distribuito con licenza Licenze Creative Commons dall'autore ed è presente sulla piattaforma Liber Liber.

## Trama
No, non è esatto, questo è a dir poco un eufemismo. La mia è una storia molto complicata, complicata e lunga al punto che io non so bene come cominciarla; anche perché me ne sono successe talmente tante di cose, e di tanto improbabili, che semplicemente non so “da dove” cominciare. Forse la cosa migliore è cominciare a raccontare quello che è l’ultimo ricordo cosciente che ho della mia vita sulla Terra.»
(Incipit del romanzo)
Il protagonista (dal nome ignoto), dopo essere violentemente deceduto per un banale incidente stradale in moto, si risveglia vivo e in salute in una stanza bianca, un ambiente sconosciuto, regolato da leggi inizialmente non chiare ma comunque precise. Un misterioso conto alla rovescia viene attivato e al termine, dopo 24 ore, il protagonista si ritrova improvvisamente su un pianeta ignoto, selvaggio e spietato, pieno di sempre nuove insidie mortali. L'uomo, a causa della propria inesperienza, rimane ucciso più e più volte, ma ogni volta viene resuscitato per ricominciare dall'inizio, come se fosse il personaggio di un videogioco o di un gioco di ruolo. Nel "limbo" tra una reimmissione e l'altra nel mondo selvaggio, egli scopre di essere in grado di richiedere e ottenere qualsiasi tipo di equipaggiamento (passato, presente e futuro) e persino di operare adattamenti al proprio corpo, in modo da aumentare le proprie possibilità di sopravvivenza. Da quel momento, l'azione si sviluppa su due piani paralleli: l'esplorazione del mondo fantastico e la ricerca degli enigmatici "giocatori" che manipolano il protagonista come pedina in un vasto gioco le cui regole egli può solo intuire. Il protagonista cerca di scoprire i dettagli del "gioco" in cui è coinvolto, delineandone regole e meccaniche che guidano lo svolgimento delle vicende.

## Personaggi
Narratore senza nomeVoce unica e protagonista, costretto a svelare le regole invisibili di un gioco multidimensionale.

## Critica
Silvio Sosio definisce il romanzo «fantascienza leggera e avventurosa», apprezzandone il deciso miglioramento stilistico rispetto alle opere precedenti di Mongai e rilevando le chiare influenze di maestri del filone fantascientifico del planetary romance come Philip José Farmer e Jack Vance.

## Edizioni
- Massimo Mongai, Il gioco degli immortali, collana Urania, n. 1372, Arnoldo Mondadori Editore, 1999, ISBN 9788828100751.